# Pentaspadon motleyi
Pentaspadon motleyi är en sumakväxtart som beskrevs av Joseph Dalton Hooker. Pentaspadon motleyi ingår i släktet Pentaspadon och familjen sumakväxter. Inga underarter finns listade i Catalogue of Life.